# Suter + Suter
Suter + Suter war ein Schweizer Architekturbüro. Es erstellte zahlreiche Verwaltungsgebäude und Industriebauten in der Schweiz und anderen Ländern. 1996 wurde die Firma liquidiert.

## Geschichte
Das Architekturbüro wurde unter dem Namen Suter & Burckhardt 1901 an der Bäumleingasse in Basel gegründet. Nach ersten Anlaufschwierigkeiten begann das Geschäft ab 1906 zu florieren, und weitere Arbeitsbereiche konnten erschlossen werden. 1912 erhielt das Büro den ersten staatlichen Auftrag, welcher zu einem noch grösseren Erfolg führte.
Während des Ersten Weltkrieges brach der Umsatz im Vergleich zum Jahr 1912 um 90 Prozent ein, er erholte sich erst 1922 wieder. Die nächste Wirtschaftskrise machte sich ab 1932 bemerkbar. Im gleichen Jahr verstarb einer der Partner, Rudolf Suter (1871–1932), was zu einer Verschärfung der Krisensituation im Unternehmen führte. Als neuer Partner trat sein Sohn Hans Rudolf Suter (1908–2001) ein. Unter dem Beginn des Zweiten Weltkriegs und der darauf folgenden Mobilmachung litt das Gewerbe weiter. Erst 1941 lockerten sich die schweren Umstände.
Als 1945 Otto Burckhardt (1872–1952) aus dem Büro austrat, trat Peter Suter (1914–1998), ein weiterer Sohn des Mitgründers, als neuer Partner ein. Das Büro wurde in Suter & Suter Architekten umbenannt. Es profitierte vom Aufschwung der Nachkriegsjahre und konnte mehrmals in grössere Räumlichkeiten wechseln (ab 1960 Engelgasse 12, ab 1972 Lautengartenstrasse 23). 1966 trat Hans Rudolf Adrian Suter (1935–2023) als Juniorpartner ein.
Neben einigen Wohnhäusern und Spezialbauten errichtete Suter & Suter vor allem Geschäftshäuser, Bürobauten, Bankgebäude, Industrieanlagen, Forschungsstätten und Labors, Wohnüberbauungen und Spitäler.
1971 wurde die Gesellschaft von einer Kollektivgesellschaft in eine Aktiengesellschaft umgewandelt. Der Firmenname lautete Suter & Suter AG (ab etwa 1982 Suter + Suter AG). 1986 erfolgte der Börsengang.
Suter + Suter war auch im Ausland tätig, zuerst in Deutschland, Frankreich, Österreich oder USA. In den 1980er Jahren folgten eine Diversifikation vor allem ins Immobiliengeschäft und eine verstärkte geografische Expansion, etwa nach Deutschland und Osteuropa.
Wegen der schlechten Baukonjunktur, der Kapitalbasis und fehlgeschlagener Geschäfte im Ausland musste 1996 der Gang in die Nachlassliquidation erfolgen.

## Bauten (Auswahl)
- Hauptsitz Schweizerischer Bankverein, Basel (1909)
- Schweizerische Nationalbank, St. Albangraben, Basel (1926)
- Schweizerische Bankgesellschaft, Freie Strasse, Basel (1931)
- Verwaltungsgebäude Schweizerische National-Versicherungs-Gesellschaft, Basel (1942)
- Lonza-Hochhaus, Basel (1960–1962)
- Credit Suisse Neubau, Basel (1961–1964)
- Sulzer-Hochhaus, Winterthur (1962–1966)
- Waffenplatz, Isone (1969)
- Bruderholzspital, Binningen (1969–1973)
- Postreiterbahnhof, Basel (1971)
- Renovation Wenkenhof, Riehen (1973)
- Klinikum 2 des Kantonsspitals Basel (1974)
- Parkhaus der Schweizer Mustermesse, Basel (1975)
- Flora-Komplex, Luzern (1977–1979)
- Grossgarage Schlotterbeck, Zürich (1950er Jahre)
- Neue Börse, Zürich (1991)

## Mitarbeiter
- Jürg Weber und Josef Hofer